# Walter L. Carpeneti

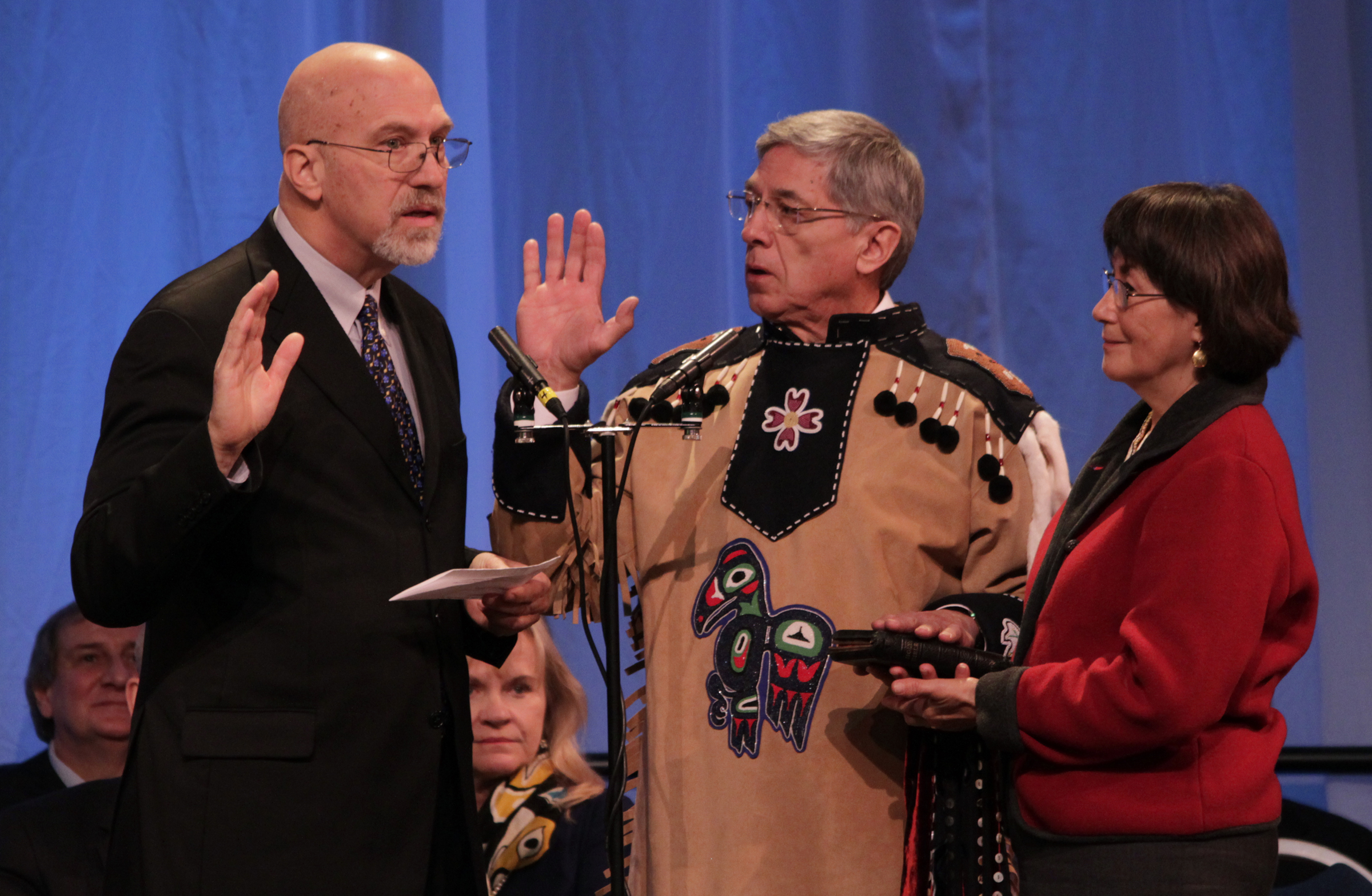
Walter L. Carpeneti (links) bei der Vereidigung von Byron Mallott zum Vizegouverneur von Alaska (1. Dezember 2014)

Walter Louis „Bud“ Carpeneti (* 1. Dezember 1945 in San Francisco, Kalifornien) ist ein US-amerikanischer Jurist und Richter, der unter anderem zwischen 2009 und 2012 als Chief Justice Präsident des Obersten Gerichtshofes von Alaska (Alaska Supreme Court) war.

## Leben
Walter Louis „Bud“ Carpeneti, Sohn des Richters Walter I. Carpeneti, begann nach dem Besuch der Archbishop Riordan High School in San Francisco 1963 ein grundständiges Studium der Geschichte an der Stanford University, welches er 1967 mit einem Bachelor of Arts (AB History) beendete. 1967 begann er ein Studium an der juristischen Fakultät (Law School) der Columbia University, das er 1968 an der juristischen Fakultät der University of California, Berkeley, der sogenannten „Boalt Hall“, fortsetzte und dort 1970 mit einem Juris Doctor (JD) abschloss. Nach seiner Zulassung bei der Anwaltsvereinigung von Kalifornien (State Bar of California) und der Anwaltsvereinigung von Alaska (Alaska Bar Association) war er zunächst zwischen 1970 und 1971 juristischer Mitarbeiter von John H. Dimond, einem Richter am Obersten Gerichtshof von Alaska, und danach 1972 kurzzeitig angestellter Rechtsanwalt in der Anwaltskanzlei Belli, Ashe, Ellison, Choulos, & Lieff. Danach war er zwischen 1972 und 1974 Partner der Anwaltskanzlei Carpeneti & Carpeneti sowie daraufhin von 1974 bis 1978 Mitarbeiter der Staatlichen Agentur für Pflichtverteidiger (Alaska Public Defender Agency) und zuständiger Public Defender für Juneau, ehe er zwischen 1979 und 1981 abermals Partner der Anwaltskanzlei Carpeneti & Carpeneti war.
1981 wurde Carpeneti zum Richter am Obergericht (Superior Court) berufen und bekleidete dieses Richteramt bis 1998. Im November 1998 wurde er als Richter an den Obersten Gerichtshof von Alaska (Alaska Supreme Court) berufen und trat als solcher die Nachfolge von Allen T. Compton an. Er bekleidete dieses Richteramt bis Januar 2013, woraufhin Joel Bolger diese Stelle übernahm. Am 1. Juli 2009 wurde er als Nachfolger von Dana Fabe als Chief Justice Präsident des Obersten Gerichtshofes von Alaska. Er bekleidete das Amt für eine turnusmäßige Amtszeit von drei Jahren bis zum 30. Juni 2012 und wurde daraufhin wiederum von Dana Fabe abgelöst.
Aus seiner 1969 geschlossenen Ehe mit Anne Dose gingen der Sohn Christian und die drei Töchter Marianna, Lia und Bianca hervor.